# Fairchild Dornier 328JET
Fairchild-Dornier 328JET (также — модель 328—300) — региональный авиалайнер для линий малой/средней протяженности. Разработан на основе турбовинтового самолёта Dornier 328. Сконструирован и запущен в начальное серийное производство немецкой компанией Dornier Luftfahrt GmbH (в 1996 году предприятие было приобретено американской компанией Fairchild Aircraft с образованием компании Fairchild Dornier). 
Первый полёт выполнен 20 января 1999 года. Всего выпущено 105 самолётов; серийный выпуск прекращен в связи с банкротством компании.

## Эксплуатация
По состоянию на август 2010 года, в лётной эксплуатации находились 54 машины этого типа, среди главных эксплуатантов были следующие авиакомпании: Ultimate Jetcharters (Огайо, США — 10 самолётов), Tianjin Airlines (29) и Sun Air of Scandinavia (6).

## Лётно-технические характеристики
- Экипаж: 2
- Пассажировместимость: 32-34
- Длина: 21.28 м
- Размах крыла: 20.98 м
- Силовая установка: 2х турбовентиляторных P&W PW306B[1]
- Максимальная взлетная масса: 15 660 кг
- Максимальная дальность: 3705 км
- Крейсерская скорость: 750 км/ч
- Практический потолок: 10 668 м